# Karaağıl
Karaağıl (kurdisch Qereaxil) ist eine Kleinstadt im Landkreis Bulanık der Provinz Muş in der Osttürkei. Karaağıl liegt etwa 104 km nordöstlich der Provinzhauptstadt Muş und 30 km nordwestlich von Bulanık. Karaağıl hatte laut der letzten Volkszählung 2.000 Einwohner (Stand Ende Dezember 2010). Die Bevölkerung besteht hauptsächlich aus Kurden und Osseten.